# Народный фронт Молдовы
Народный фронт Молдовы (рум. Frontul Popular din Moldova) — политическое движение в Молдавской Советской Социалистической Республике и Республике Молдова. Формально Народный фронт Молдовы существовал между 1989 и 1992 годами. Предшественником Народного фронта Молдовы было Демократическое движение Молдовы (1988—1989). Его преемником стал Христианско-демократический народный фронт (1992—1999), из которого в 1999 году была сформирована Христианско-демократическая народная партия Молдовы.
Народный фронт был хорошо организован на национальном уровне, с более сильной поддержкой в столице и районах, населённых этническими румынами. Хотя организация пришла к власти, внутренние споры привели к резкому падению народной поддержки, и Народный фронт Молдовы распался на несколько конкурирующих фракций в начале 1993 года.

## История
В 1988 году возникли две оппозиционные группы: Демократическое движение в поддержку перестройки и музыкально-литературный клуб имени Алексея Матеевича. 20 мая 1989 года был создан Народный фронт Молдовы, выступавший за автономию Молдавской Советской Социалистической Республики. При непосредственном участии этих организаций летом 1989 года в Кишинёве прошли многочисленные демонстрации. Демонстранты требовали политической и экономической самостоятельности Молдовы, аннулирования последствий германо-советского договора 1939 года, признания за молдавским языком на основе латинской графики статуса официального языка республики. Некоторые источники сообщают, что на демонстрациях звучали лозунги: «Молдова — молдаванам!», «Чемодан — вокзал — Россия».   В ответ на это 8 июля состоялся учредительный съезд движения «Унитате-Единство». 31 августа 1989 года Верховный Совет МССР провозгласил молдавский официальным языком в «политической, экономической, социальной и культурной сферах», русский язык — языком межнационального общения. Был принят закон о возврате молдавскому языку латинской графики. Председателем Верховного Совета при поддержке Народного фронта был избран Мирча Снегур.
25 февраля 1990 года были проведены первые свободные выборы в Верховный Совет Молдавской ССР. Сторонники Народного фронта получили 25 % депутатских мандатов. 27 апреля 1990 года сменили государственную символику и ввели сине-жёлто-красный триколор в качестве государственного флага. Депутаты, оппозиционные Народному фронту, 24 мая 1990 года вышли из состава парламента Молдовы.